# 汪宏钰
汪宏钰（1941年—），男，汉族，安徽省绩溪县古塘人，当代中国油画家，国画家，散文家。

## 生平简介
原任中国人民解放军某部文化处处长，军旅画家，转业后任上海市虹口区文化局副局长，原中国美术家协会上海分会会员，上海市美术家协会常任理事，安徽省美术家协会会员，上海市虹口区文联副主席，上海虹口书画院院长，上海市虹口美术家协会主席等。

## 散文名篇
- 《初识小莲庄》